# موجافير
موجافير، هو مجتمع مسلم يتواجد في ولاية أوتار براديش في الهند، ويعرفون أيضًا باسم الشيخ الهاشمي.

## الأصل
كلمة المجفير تعني حرفيًا القائمين على الرعاية، والمجافير هم رعاة الضريح الصوفي الشهير، سيد سالار مسعود في بهريش. وهم يدعون أن أسلافهم جاءوا من العراق، وعينوا أمناء على الضريح. يتحدث موجافير الأردية فيما بينهم والهندية مع الغرباء.

## الظروف الحالية
كان تقليديًا يقتصر عملهم على رعاية الأضرحة، وتقتصر الآن رعاية الأضرحة على عدد قليل من أفراد المجتمع. ويعمل معظم الموجافير الآن كعمال نجارين وسائقين بالجرش وعمال أجور باليومية. يقيمون في مدينة بحريش. ولا يتزوجون إلا داخل المجتمع. ومع ذلك، هناك بعض حالات التزاوج مع مجموعات شيخية أخرى.